# Jean François Kervégan
Jean Françoise Kervégan, nacido el 5 de diciembre de 1950 en Argel, es profesor de filosofía en la Sorbona y en el Instituto Universitario de Francia, en la cátedra de filosofía de la normatividad. 
Asimismo es miembro de la Asociación Internacional de Hegel, desde 2007 y pertenece al comité editorial del CNRS. 
Ha sido presidente de la Sociedad Francesa de Filosofía y Teorías Políticas y Jurídicas de 2002 a 2006.
Sus estudios filosóficos se centran en tres dominios: Filosofía clásica alemana (siendo Kant y Hegel sus principales referentes); filosofía política, donde ha estudiado la evolución de conceptos como «estado», «soberanía» y «derecho»; y filosofía del derecho, con especial interés en el concepto de normatividad jurídica, en este ámbito, parte de las reflexiones kantianas sobre de la razón práctica y las aplica a la actualidad, como forma de resolver conflictos, sobre todo los que se establecen entre derecho y ética.
Kervégan sostiene una postura integradora entre el estudio de la filosofía y la actualidad, de tal modo que una lectura abierta de filósofos clásicos nos puede ayudar a la reflexión acerca de problemas de hoy en día.